# Збиславице
Збиславице (чеш. Zbyslavice) је насељено мјесто са административним статусом сеоске општине (чеш. obec) у округу Острава-град, у Моравско-Шлеском крају, Чешка Република.

## Становништво
Према подацима о броју становника из 2014. године насеље је имало 618 становника.